# Seebär (Schiff)
Die Seebär ist ein Seebäderschiff, das aktuell für Ausflugsfahrten ab Boltenhagen eingesetzt wird.

## Geschichte
Nach dem Umbau zum Fahrgastschiff bekam das Schiff den Namen Holstein 1 und wurde zunächst für Ausflugsfahrten ab Haffkrug und Scharbeutz, später ab Kellenhusen und Grömitz eingesetzt. Im Jahr 1992 wurde es an die Reederei Dunkelmann verkauft und in Boltenhagen umbenannt. Das Schiff unternahm ab der Seebrücke Boltenhagen Seerundfahrten sowie Ausflugsfahrten zur Insel Poel, nach Wismar, Travemünde, Grömitz und zum Timmendorfer Strand. Neuer Heimathafen wurde Boltenhagen-Tarnewitz. Im Jahr 2001 wurde Boltenhagen durch die heutige Nordlicht (ex. Conny-D) ersetzt und nach Rügen an die Reederei „Am Königshorn“ verkauft. Zunächst führte sie dort Ausflugsfahrten ab Glowe durch. Nach einem weiteren Verkauf wurde sie für Angel- und Ausflugsfahrten ab Sassnitz eingesetzt. Im Jahr 2007 wurde das Schiff wieder von der Reederei Dunkelmann übernommen und erneut nach Tarnewitz überführt. Es wurde aber nicht mehr für Fahrten ab der Seebrücke eingesetzt, sondern unternahm vom Hafen Tarnewitz, der mittlerweile zu einem Yachthafen umgebaut worden war, Fahrten zur Seehundssandbank sowie Ausflugsfahrten zur Insel Poel. Im Jahr 2021 übernahm die Reederei Weiße das Fahrgastschiff und führte die bisherigen Fahrten ab Tarnewitz weiter. Kurz nach der Übernahme erlitt die Seebär allerdings während einer Fahrt zur Insel Poel einen Defekt und wurde für einige Monate durch die Nordlicht ersetzt.

## Das Schiff
Nach dem Zweiten Weltkrieg, 1946/47, wurden mehrere als Fischereimotorboote bezeichnete Fahrzeuge, angegeben mit einer Länge von 18 Metern bei der Schlichting-Werft gebaut. Dazu gehört auch die heutige Seebär.
Als Fischkutter lief es 1946 unter dem Namen Lotte bei der Schlichting-Werft in Travemünde vom Stapel. Der Kutter ist 17,40 m lang, 4,40 m breit und hat einen mittleren Tiefgang  von 1,70 m. Als Antriebsmotor ist ein MAN Diesel mit einer Leistung von 220 PS verbaut. Damit wird eine Geschwindigkeit von 9 Knoten beziehungsweise etwa 17 Kilometer pro Stunde erreicht. Das Schiff ist zur Beförderung von maximal 50 Personen zugelassen und wird für Ausflugs- und Linienfahrten nach einem Fahrplan eingesetzt.